# Гомосасса (Флорида)
Гомосасса (англ. Homosassa) — переписна місцевість (CDP) в США, в окрузі Цитрус штату Флорида. Населення — 2299 осіб (2020).

## Географія
Гомосасса розташована за координатами 28°47′6″ пн. ш. 82°36′27″ зх. д. / 28.78500° пн. ш. 82.60750° зх. д. (28.784924, -82.607571).  За даними Бюро перепису населення США в 2010 році переписна місцевість мала площу 21,49 км², з яких 20,14 км² — суходіл та 1,35 км² — водойми.

## Демографія
Згідно з переписом 2010 року, у переписній місцевості мешкало 2578 осіб у 1256 домогосподарствах у складі 781 родини. Густота населення становила 120 осіб/км².  Було 1936 помешкань (90/км²).
Расовий склад населення:
| - 97,6 % — білих - 0,4 % — корінних американців - 0,4 % — чорних або афроамериканців - 0,3 % — азіатів - 0,1 % — вихідців з тихоокеанських островів |

До двох чи більше рас належало 1,0 %. Частка іспаномовних становила 1,4 % від усіх жителів.
За віковим діапазоном населення розподілялося таким чином: 10,6 % — особи молодші 18 років, 50,5 % — особи у віці 18—64 років, 38,9 % — особи у віці 65 років та старші. Медіана віку мешканця становила 60,7 року. На 100 осіб жіночої статі у переписній місцевості припадало 96,0 чоловіків;  на 100 жінок у віці від 18 років та старших — 95,4 чоловіків також старших 18 років.
Середній дохід на одне домашнє господарство  становив 59 734 долари США (медіана — 53 109), а середній дохід на одну сім'ю — 66 911 долар (медіана — 64 150). За межею бідності перебувало 12,6 % осіб, у тому числі 0,0 % дітей у віці до 18 років та 15,1 % осіб у віці 65 років та старших.
Цивільне працевлаштоване населення становило 505 осіб. Основні галузі зайнятості: роздрібна торгівля — 22,6 %, освіта, охорона здоров'я та соціальна допомога — 20,0 %, науковці, спеціалісти, менеджери — 13,3 %, публічна адміністрація — 11,1 %.